# London Bridge (Lake Havasu City)
Il London Bridge di Lake Havasu City è un ponte ad arco situato nei pressi del lago Havasu in Arizona. Inaugurato nel 1971, si tratta in realtà del vecchio London Bridge di Londra, costruito nel 1831, che nel 1968 fu smontato e venduto all'imprenditore statunitense Robert P. McCulloch, che lo trasportò negli Stati Uniti e lo ricostruì nella sua sede attuale.

## Storia

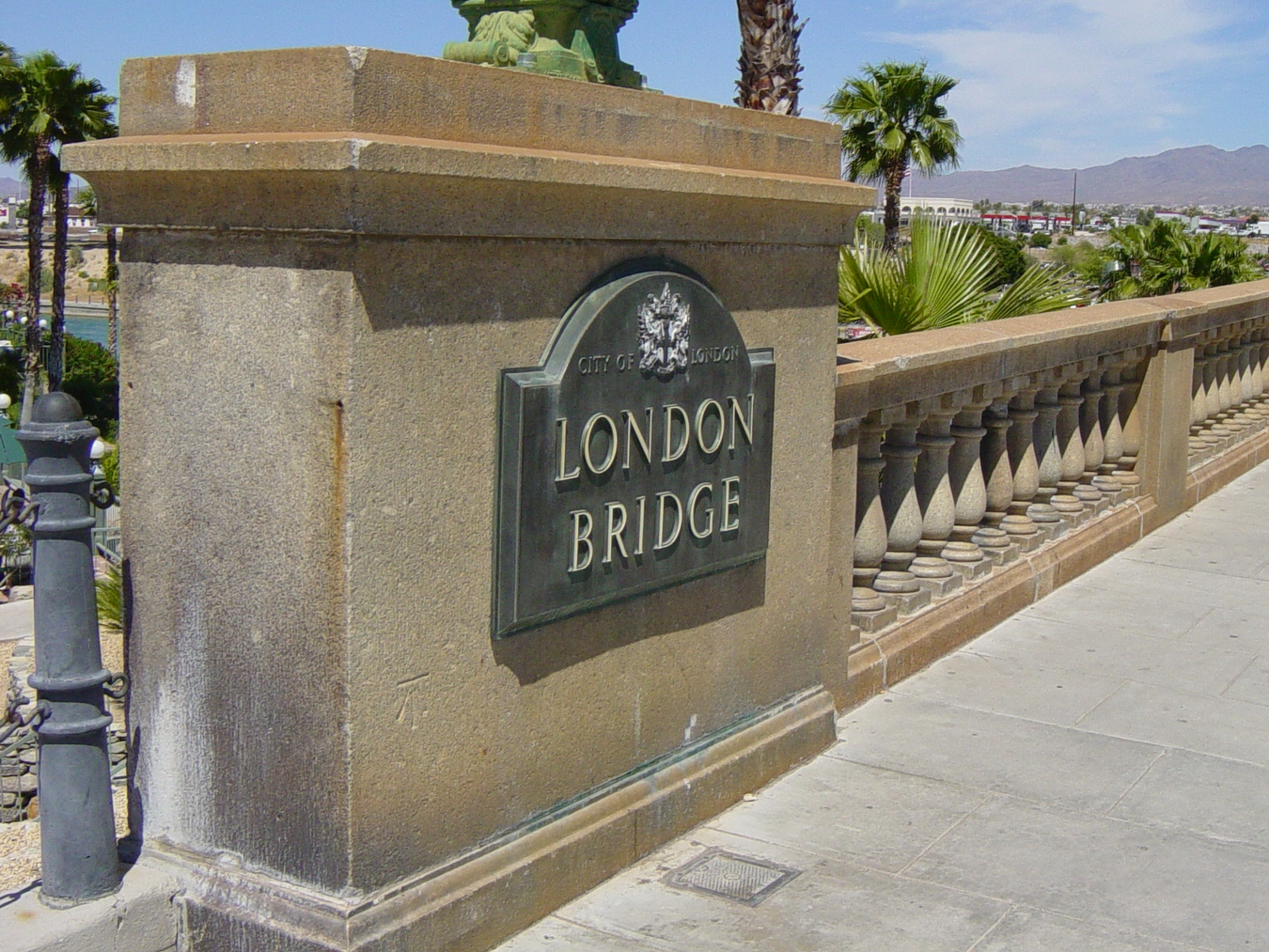
Segnaletica originale del ponte

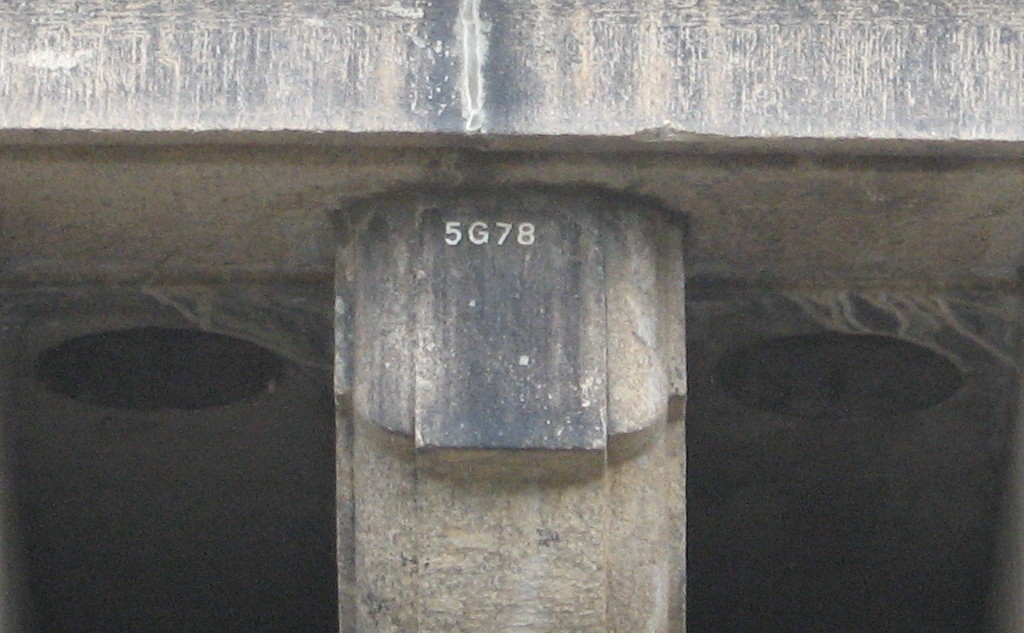
Pietra numerata ancora visibile

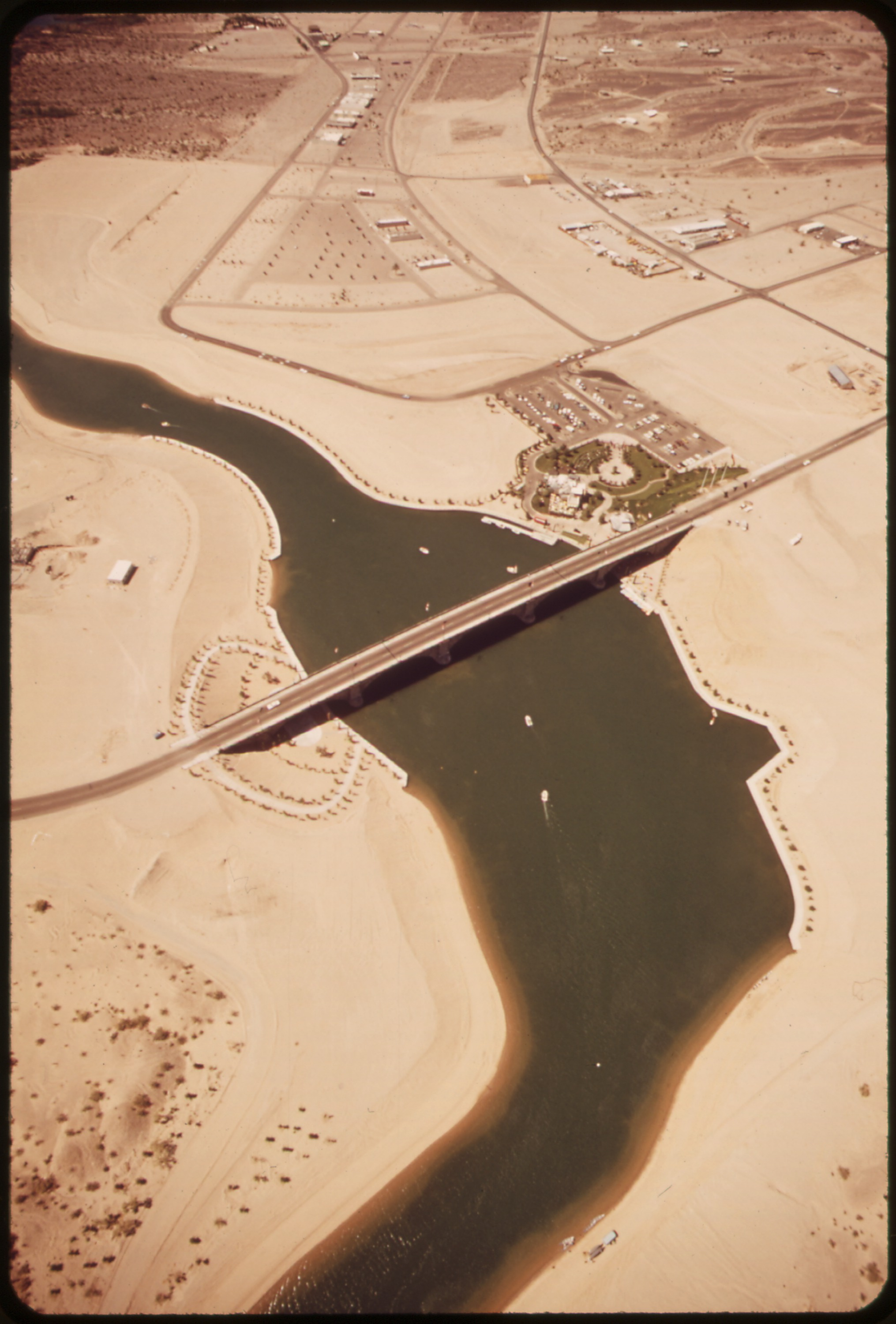
Il London Bridge a Lake Havasu City nel 1972

Il London Bridge fu l'ultimo progetto dell'ingegnere britannico John Rennie, ideato nel 1820 per partecipare a un bando indetto dalla città di Londra al fine di sostituire il ponte esistente, non più in grado di sostenere il traffico stradale e dotato di archi troppo stretti per permettere un agevole passaggio delle imbarcazioni sotto di esso. John Rennie morì nel 1821 e i lavori di costruzione del ponte ebbero luogo tra il 1824 e il 1831 sotto la supervisione di suo figlio, John Rennie il Giovane.

Negli anni 60 del XX secolo anche il nuovo ponte divenne obsoleto e fu venduto dalla città di Londra a un imprenditore americano per poco più di un milione di sterline (pari a 2.460.000 dollari dell'epoca) il 18 aprile 1968. A questo costo si aggiunse il costo per lo smantellamento, il trasporto e la ricostruzione del ponte, per un totale di altri 7 milioni di dollari.
L'acquirente, Robert P. McCulloch, presidente della McCulloch Oil Corporation e fondatore della cittadina di Lake Havasu City, decise di acquistare il vecchio London Bridge, altrimenti destinato alla demolizione, come attrazione turistica per sviluppare la sponda orientale del lago Havasu, una grande riserva sul fiume Colorado. L'idea ebbe un gran successo, portando molti turisti e nuovi abitanti a Lake Havasu City, che al 2018 conta oltre cinquantamila abitanti.
Il ponte venne quindi smontato contemporaneamente ai lavori di costruzione dell'attuale London Bridge, i blocchi di pietra furono numerati e vennero trasportati nella cava di Merrivale nel Devon, da cui furono in seguito trasportati a Plymouth per essere imbarcati; i pezzi del ponte arrivarono a Long Beach in California e vennero quindi trasportati a Lake Havasu City in Arizona. Il 23 settembre 1968 venne posata la prima pietra alla presenza di Sir Gilbert Inglefield, Lord sindaco di Londra.
Venne inaugurato, per la sua seconda volta, il 10 ottobre 1971 alla presenza del nuovo Lord sindaco di Londra Sir Peter Studd e del Governatore dell'Arizona Jack Williams.

## Descrizione

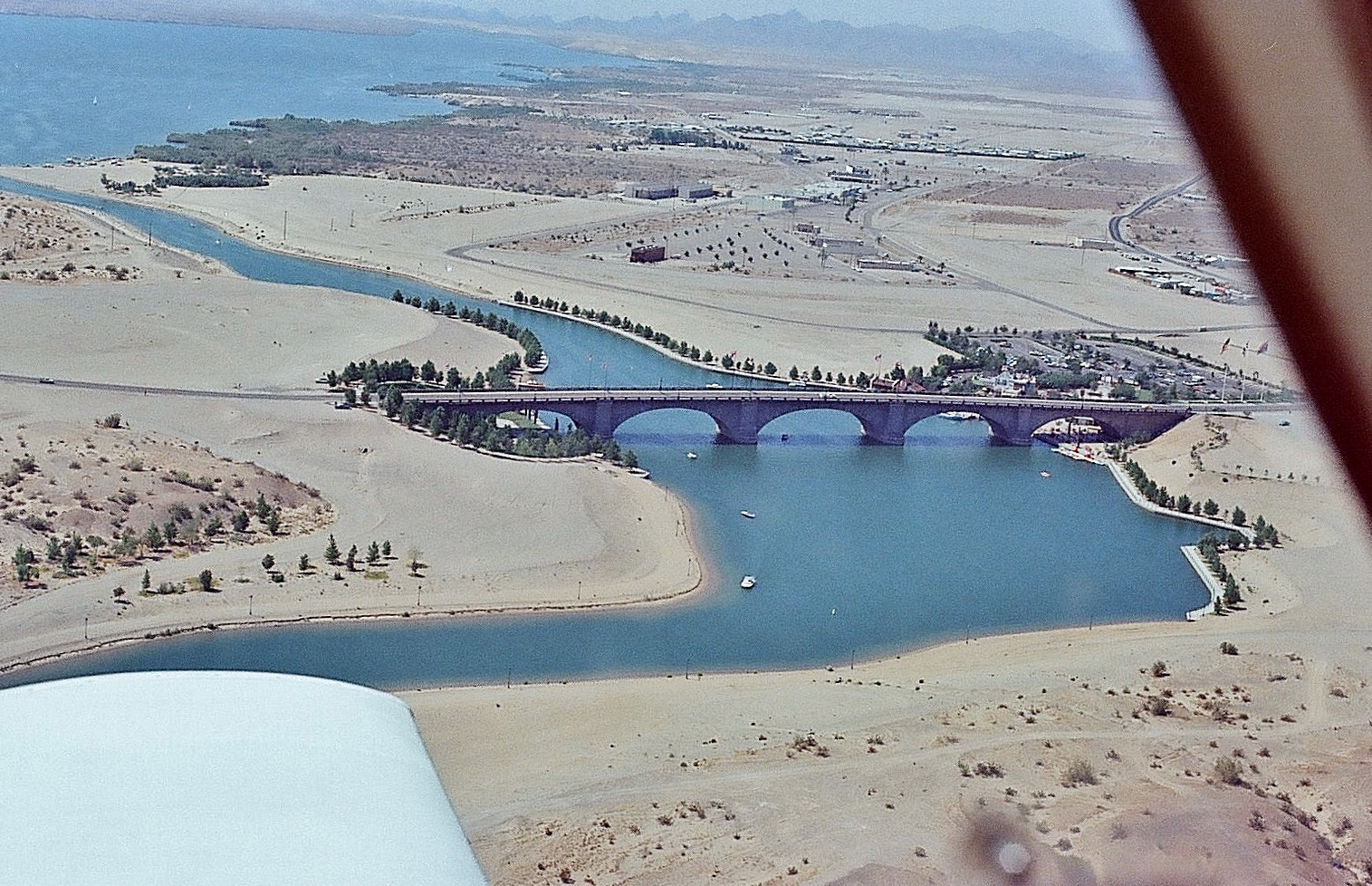
Il London Bridge a Lake Havasu City in una foto aerea del 1973

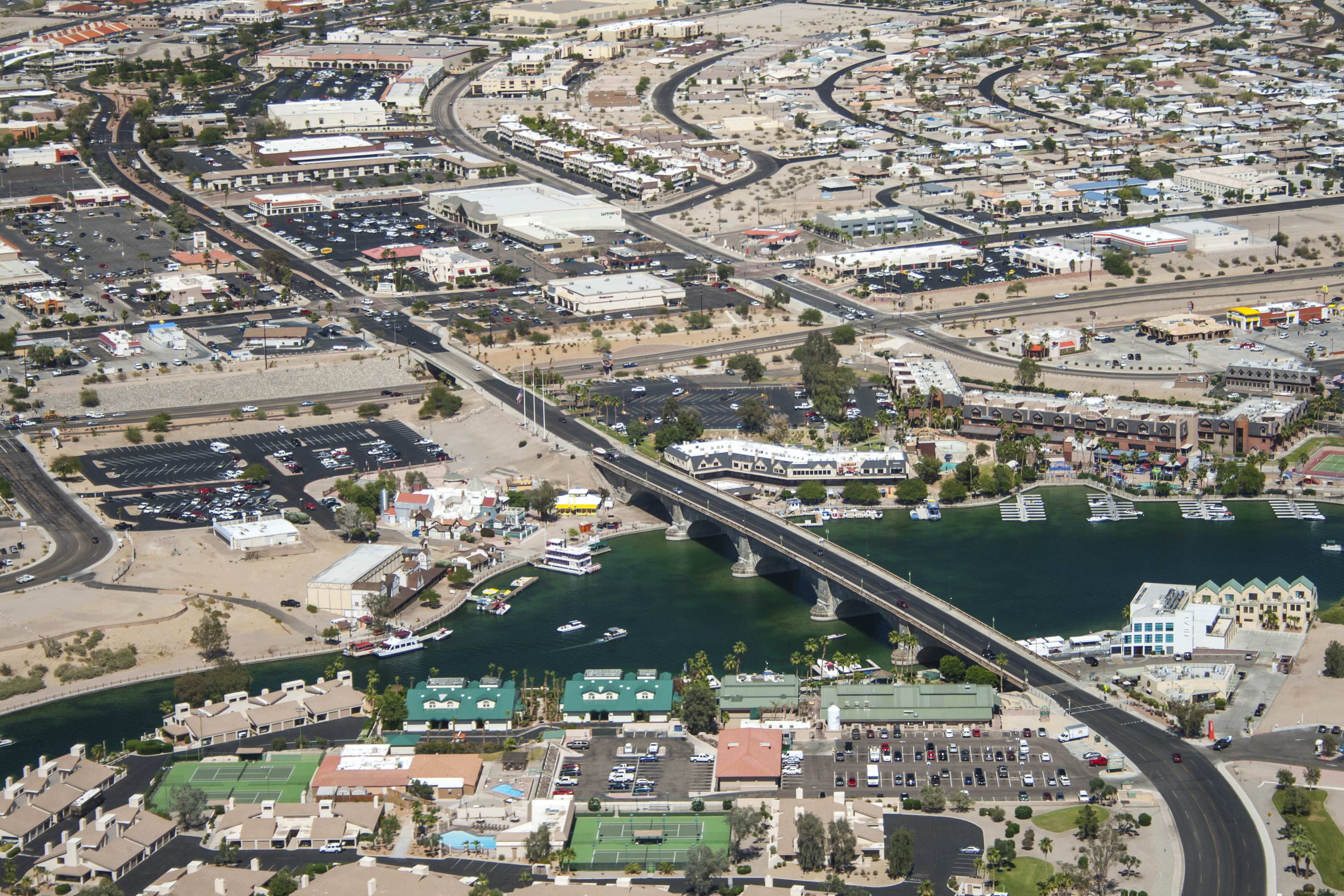
Il London Bridge a Lake Havasu City in una foto aerea del 2011

Il ponte è lungo 283 metri e largo 16 e il suo rivestimento è realizzato in granito grigio di Haytor che presenta una superficie a bugnato molto regolare. Benché l'originale London Bridge fosse interamente costruito in pietra, durante la sua ricostruzione è stata realizzata una struttura portante in cemento armato, sopra la quale è stato applicato il rivestimento costituito dai conci originali del ponte londinese. I lavori sono stati eseguiti sulla terraferma e solo dopo il loro completamento è stato scavato il canale artificiale che scorre sotto di esso. La sua lunghezza è scandita da cinque arcate ad arco ribassato, con una ampiezza che varia tra i 39 e i 45 metri, rientranti rispetto ai quattro pilastri aggettanti verso l'esterno. Da ambo i lati è sormontato da una balaustra che definisce il perimetro esterno dell'impalcato che ospita due marciapiedi e due carreggiate stradali, per i due sensi di marcia.
Dal 1972 si estende al di sopra del canale artificiale che porta dal lago Havasu a Thomson Bay, costituendo il fulcro di un parco tematico in stile inglese completo di un centro commerciale in finto stile Tudor che, insieme al ponte, sono diventati tra le maggiori attrazioni turistiche dell'Arizona.

## Il ponte nella cultura di massa
La band statunitense soft rock Bread ha dedicato al ponte la canzone London Bridge nel loro album di esordio Bread del 1969. Il nostalgico testo del brano cita lo spostamento del ponte, in merito al quale il cantante del gruppo David Gates affermerà malinconicamente: «non c'è più nulla di sacro?».
Nel 1970 la canzone pop rock PF Sloan nell'album Words and Music del cantautore americano Jimmy Webb, si riferisce al trasferimento del London Bridge nel testo «Il London Bridge è stato finalmente trovato, l'hanno spostato in un'altra città / e ora tutta la gente si riunisce intorno a guardare il ponte cadere, ma non penso che cadrà più».
L'album live del 1973 ¡Viva Terlingua! del cantante outlaw country Jerry Jeff Walker, include una divertente canzone scritta da Gary P. Nunn dal titolo London Homesick Blues. È il lamento di un texano intrappolato a Londra, fuori dal suo ambiente. Una battuta nella canzone dice «e anche il London Bridge è caduto e si è trasferito in Arizona».

Il London Bridge appare nel film del 1985 Terrore sul ponte di Londra (Terror at London Bridge) con David Hasseldorf e Stephanie Kramer; appare anche nel film del 1993 Un giorno di ordinaria follia (Falling Down), con Michael Douglas e Robert Duvall. Il trasferimento del ponte è menzionato dal personaggio interpretato da Duvall, il sergente Martin Prendergast, il quale, nell'ultimo giorno di lavoro, vuole trasferirsi da Los Angeles a Lake Havasu City. Anche la canzone London Bridge Is Falling Down presente nel film fa riferimento al ponte.